# ГЕС Портодемоурос
ГЕС Портодемоурос (ісп. Central de PORTODEMOUROS) — гідроелектростанція на північному заході Іспанії в Галісії. Споруджена на річці Улла, яка впадає в Атлантичний океан, створюючи естуарій Рія де Ароуса.
Для роботи станції річку перекрили кам'яно-накидною греблею із глиняним ядром висотою 191 метр та довжиною 469 метрів, на яку пішло 2,3 млн м3 матеріалу. Вона утримує водосховище із об'ємом 297 млн м3 (корисний об'єм 243 млн м3).
Машинний зал спорудили неподалік від греблі у підземному виконанні. Він має розміри 50х11,5 метра та висоту 12,5 метра. Основне обладнання станції становлять дві турбіни типу Френсіс потужністю по 38 МВт, які використовують напір у 80 метрів. Відпрацьована вода відводиться назад до річки по тунелю довжиною 630 метрів.
Крім того, для підтримки природної течії Улли комплекс обладнали системою із малою турбіною (станція Portodemouros-caudal ecologico).
Зв'язок з енергосистемою відбувається по ЛЕП, що працює під напругою 220 кВ.